# Friedrich Harth
Friedrich Harth (Zentbechhofen, Németország, 1880. október 6. – Bamberg, 1936. augusztus 19.) - Repülőmérnök, tervező, vállalkozó, a német vitorlázórepülés egyik úttörője, aki 1908 és 1923 között tizenkét különböző típusú vitorlázórepülőt épített, lefektetve ezzel a vitorlázórepülés fejlődésének alapjait.

## Életpályája
1880-ban született a bajorországi Zentbechhofenben egy főerdész fiaként. Iskoláit Bambergben, majd Landshutban kezdte, a középiskolát pedig Münchenben végezte. 
Később építészeti tanulmányokat folytatott, tanulmányai mellett pedig az első német vitorlázórepülőgép tervezőjének, Otto Lilienthalnak munkássága kötötte le figyelmét, majd visszatérve Bambergbe ő is vitorlázórepülőt kezdett építeni: szárnyakat épített, melyeket övvel csatolt a teste köré, kipróbálva őket. 
1909-ben, munkája mellett kezdett vitorlázórepülőket építeni. Első repülési kísérletét 1910-ben a Bamberg közelében található 551 méter terepszintű dombon kezdte, melynek fennsíkja és meredek nyugati lejtője kedvezett a siklásnak. 
Vitorlázórepülői nyitott vagy zárt hajótestből álltak. A szárnyak támadási szöge ugyanabba az irányba vagy ellentétes irányba változtatható, hogy felvonóként vagy csűrőként szolgálhasson. Első repülőgépe novemberben egy fagyos talajon történt balesetben súlyosan megsérült. Harth azonban vitorlázó repülői fejlesztésére felhasználta a sikertelen kísérletekből származó tudását is, a forgószárnyú vezérlés később is a vitorlázórepülők alapvető jellemzője maradt.
Harth szabadidejét munkája mellett is repülőgépeinek tervezésével és tesztelésével töltötte. Segítője Willy Messerschmitt, egy bambergi borkereskedő akkor 15 éves fia volt, aki később Harth tanítványa lett. 
Az első világháború kitörése után Harthnak meg kellett szakítania repülési kísérleteit, katonai szolgálata miatt. Ez idő alatt Harth tervei szerint Willy Messerschmitt  megépítette az S5-ös siklót, mellyel Harthnak az otthon töltött szabadsága alatt sikerült 20 méteres magasságba felrepülni, és 300 métert utazni a heidelsteini kiindulóponttól. 1916-ban áthelyezték Schleißheimbe, ahol repülőgép-építést tanított. Harth közben megépítette az S6-os vitorlázórepülőt, mellyel sikerült a kiindulási pontjánál 15 méterrel magasabban lévő leszállóhelyre repülnie egy majdnem három perces repülés során. 
Az S7 nevű háború utáni vitorlázó repülőt 1919 kora nyarán építették, miközben a Bajor Repülőgépgyárnál (BFW – Bayerische Flugzeugwerkénél) dolgozott.
Hart a Harth-Messerschmitt S8-as egysíkú vitorlázógépével 1921. szeptember 13-án 21 perc és 27 másodperces rekorderejű vitorlázórepülést hajtott végre a bajorországi Rhön-hegységben fekvő Heidelsteinből. Rekordrepülése azonban hirtelen balesettel ért véget, mivel Harth súlyosan megsérült, súlyos agyrázkódást, koponya- és medencetörést szenvedett, ami után soha nem nyerte vissza teljesen az egészségét. 1924-ben elvesztette állását is ez miatt elszegényedett, hátralévő élete alatt segélyből élt, 1936-ban hunyt el.

## Friedrich Harth ésWilly Messerschmittáltal épített repülőgépek
- Harth S-1 (Friedrich Harth)
- Harth-Messerschmitt S-03
- Harth-Messerschmitt S-04
- Harth-Messerschmitt S-05
- Harth-Messerschmitt S-06
- Harth-Messerschmitt S-07
- Harth-Messerschmitt S-08
- Harth-Messerschmitt S-09

### 1922-1925 között
- Harth-Messerschmitt S-10
- Harth-Messerschmitt S-11
- Harth-Messerschmitt S-12